# Robert Chambers
Robert Chambers (Peebles , Escocia, 10 de julio de 1802 - 17 de marzo de 1871) fue un naturalista, editor y escritor británico conocido por ser el autor de los Vestigios (Vestiges of the Natural History of Creation, 1844). 

## LosVestigios
La defensa de Robert Chambers de la transformación de las especies puede resumirse en seis argumentos:
1. El comportamiento del hombre está sujeto a leyes naturales (estadísticas). Las leyes naturales rigen, por tanto, las entidades más lejanas y cercanas del universo.
2. El registro fósil revela un rumbo hacia el progreso, desde los organismos más simples hasta el hombre. La evolución se ha efectuado a partir de un reducido número de estirpes originales que han seguido líneas filogenéticas paralelas.
3. Existen evidencias de que la materia inorgánica puede convertirse en materia viva (generación espontánea), si bien las condiciones requeridas se produjeron sólo en los orígenes de la vida.
4. Los animales y plantas se parecen habitualmente a sus progenitores, si bien, en algunas ocasiones, manifiestan diferencias importantes con respecto a estos. Gracias a ello, la evolución ha seguido un progreso basado en modificaciones de importancia.
5. El oxígeno y la luz parecen modificar el período de gestación. En tal caso, el organismo en desarrollo puede convertirse en miembro de una nueva especie.
6. La evolución siempre ha estado regida por la direccionalidad, teniendo como última meta la antropogénesis. La naturaleza ha operado, por tanto, de acuerdo con sus leyes, pero éstas han ejecutado un plan preexistente.

## La recepción de losVestigios
Como la de Lamarck, la obra de Chambers fue objeto de numerosas y virulentas críticas por parte de antitransformistas como Whewell, Herschel, Sedgwick, Thomas Huxley y Hugh Miller (Indications of the Creator, 1845; Footprints of the Creator, 1847; Testimony of the Rocks, 1856), que en lo esencial reproducían las que había sufrido Lamarck. 
Entre las críticas científicas, el argumento más frecuente fue el de los criadores que no han conseguido producir ninguna especie nueva, mientras que desde la filosofía se señaló la ausencia de una vera causa (Herschel) que explicase la transformación de las especies.
A Charles Darwin la obra de Chambers le pareció un tratado falto de rigor científico, si bien lo recibió con simpatía por la función social que podía cumplir, preparando el terreno para la aceptación del hecho de la evolución. Sociológicamente, la aparición de los Vestigios tendría una imprevista utilidad para Darwin: preparó a la opinión pública victoriana de cara a la futura aparición del transformismo científico, y permitió a Darwin anticipar las objeciones a que se iba a enfrentar.

## Principales obras
- The Kaleidoscope, or Edinburgh Literary Amusement, octubre de 1821-enero de 1822
- Illustrations of the Author of Waverley. 1822
- Traditions of Edinburgh. 1824
- Notices of the Most Remarkable Fires with have Occurred in Edinburgh. 1825
- Walks in Edinburgh. 1825
- Popular Rhymes of Scotland. 1826
- Picture of Scotland. 1827
- History of the Rebellion of 1745. 1828
- Scottish Ballads. 1829
- Scottish Songs. 1829
- The Picture of Stirling. 1830
- Life of King James I. 1830
- Gazetteer of Scotland (con William Chambers). 1832
- Scottish Jests and Anecdotes. 1832
- Life of Sir Walter Scott. 1832
- History of Scotland. 1832
- Reekiana, or Minor Antiquities of Edinburgh. 1833
- Biographical Dictionary of Eminent Scotsmen. 1833-1835
- Life and Works of Burns. 1834
- Jacobite Memoirs of the Rebellion. 1834
- History of the English Language and Literature. 1835
- Poems. 1835
- The Land of Burns (con el profesor John Wilson). 1840
- Cyclopaedia of English Literature (con Robert Carruthers). 1840
- History of the Rebellion of 1745. 1840
- Vestiges of the Natural History of Creation (sin nombre). 1844
- Twelve Romantic Scottish Ballads. 1844
- Explanations: A Sequal (sans nom). 1845
- Select Writings of Robert Chambers, siete vols. 1847
- Ancient Sea Margins. 1848
- Tracings of the North of Europe. 1851
- Life and Works of Robert Burns. 1851
- Tracings of Iceland and the Faroe Islands. 1856
- Domestic Annals of Scotland. 1859-1861
- Sketch of the History of Edinburgh Theatre Royal. 1859
- Memoirs of a Banking House, by Sir William Forbes (redactor). 1859
- Edinburgh Papers. 1861
- Songs of Scotland Prior to Burns. 1862
- Préface à Daniel Dunglas Home: Incidents in My Life. 1863
- The Book of Days. 1864
- Life of Smollett. 1867
- The Thrieplands of Fingask. 1880

### Manuscritos inéditos
- Life and Preachings of Jesus Christ, from the Evangelists.
- A Catechism for the Young.
- Private Prayers and Meditations.
- Antiquarian Papers.
- Several papers on spiritualism.

### Editó y Contribuyó con
- Chambers's Edinburgh Journal. 1832 ff.
- Chambers's Information for the People. 1833–1835.
- Chambers's Educational Course. 1835 ff.

## Further reading
- Layman, C.H., ed. (1990), Man of Letters: The Early Life and love letters of Robert Chambers, Edinburgh University Press, ISBN 0-7486-01937.